# Dilophus palidipennis
Dilophus palidipennis är en tvåvingeart som beskrevs av Philippi 1865. Dilophus palidipennis ingår i släktet Dilophus och familjen hårmyggor. Inga underarter finns listade i Catalogue of Life.